# Biscarrosse
Biscarrosse é uma comuna francesa na região administrativa da Nova Aquitânia, no departamento Landes. Estende-se por uma área de 161,68 km². Em 2010 a comuna tinha 14 292 habitantes (densidade: 88,4 hab./km²).

## Universidade
- École nationale de l'aviation civile

## Geminação
- Pombal